# 丽娜特·桑杜
丽娜特·桑杜（1964年6月7日—），印度外交官，曾任印度駐荷蘭大使、印度外交部西方祕書、印度駐意大利和聖馬力諾大使等職務。

## 經歷
丽娜特·桑杜生於1964年6月7日，來自印度旁遮普邦巴廷達郊區的一個村莊。在德里經濟學院，桑杜完成了她的經濟學研究生課程。
1990年，桑杜進入印度外事服務部，選擇俄語作爲外語。1900年至1992年，任印度駐莫斯科大使館二等祕書。1992年至1994年，任印度駐基輔大使館二等祕書。1994年至1997年，在新德里外交部擔任副处长。1997年至2000年，擔任印度駐華盛頓特區大使館一等祕書。2000年至2004年，任先後印度駐科倫坡高級專員公署一等祕書和參贊。2004年至2006年，在新德里外交部任副司長。2006年至2009年，任印度駐紐約總領事館參贊。2009年至2011年任新德里外交部聯祕。2011年至2014年，任印度常駐世界貿易組織代表團副團長，負責處理多邊貿易談判。2014年至2017年，任印度駐華盛頓特區大使館商務公使和副團長。
2017年6月13日，印度外交部任命桑杜爲下一任印度駐意大利大使。2017年7月9日至2020年，任印度駐意大利和聖馬力諾大使。2017年20日，桑杜向意大利總統遞交國書。2020年至2021年，在新德里外交部印太司輔祕。2021年至2022年，任印度外交部西方秘书。
2022年2月4日，印度外交部任命桑杜爲下一任印度駐荷蘭大使。2022年至2024年6月，擔任印度駐荷蘭大使，同時兼管印度與禁止化學武器組織、国际法院、常设仲裁法院等駐海牙法律組織的關係。

## 個人生活
丈夫爲印度政治家和前政治家，曾任印度駐美國大使的塔蘭吉特·辛格·桑杜，兩人育有2個子女。